# Duguetia calycina
Duguetia calycina este o specie de plante angiosperme din genul Duguetia, familia Annonaceae, descrisă de Raymond Benoist. Conform Catalogue of Life specia Duguetia calycina nu are subspecii cunoscute.